# The Big Thrill
The Big Thrill är den tyska rockgruppen Axxis fjärde album som kom ut 1993.

## Låtlista
1. "Better World/Livin' in the Dark" (Walter Pietsch/Bernhard Weiss) - 4:21
2. "Against a Brick Wall" (Walter Pietsch/Bernhard Weiss) - 3:45
3. "Stay Don't Leave Me" (Joey Balin/Harry Oellers/Walter Pietsch/Bernhard Weiss) - 4:20
4. "Little War" (Harry Oellers/Walter Pietsch/Bernhard Weiss) - 4:21
5. "No Advice" (Joey Balin/Walter Pietsch/Bernhard Weiss) - 3:34
6. "Love Doesn't Know Any Distance" (Walter Pietsch/Bernhard Weiss) - 4:56
7. "Heaven's 7th Train" (Harry Oellers/Walter Pietsch/Bernhard Weiss) - 5:50
8. "Brother Moon" (Harry Oellers/Walter Pietsch/Bernhard Weiss) - 4:52
9. "Waterdrop" (Bernhard Weiss) - 5:32
10. "The Wolf" (Walter Pietsch/Bernhard Weiss) - 4:43
11. "Road to Never Neverland" (Harry Oellers/Walter Pietsch/Bernhard Weiss) - 4:17